# Грабовац (Шестановац)
Грабовац је насељено место у саставу општине Шестановац, Сплитско-далматинска жупанија, Република Хрватска.

## Историја
До територијалне реорганизације у Хрватској налазио се у саставу старе општине Имотски.

## Становништво
На попису становништва 2011. године, Грабовац је имао 372 становника.
| Број становника по пописима | Број становника по пописима | Број становника по пописима | Број становника по пописима | Број становника по пописима | Број становника по пописима | Број становника по пописима | Број становника по пописима | Број становника по пописима | Број становника по пописима | Број становника по пописима | Број становника по пописима | Број становника по пописима | Број становника по пописима | Број становника по пописима | Број становника по пописима |
| --------------------------- | --------------------------- | --------------------------- | --------------------------- | --------------------------- | --------------------------- | --------------------------- | --------------------------- | --------------------------- | --------------------------- | --------------------------- | --------------------------- | --------------------------- | --------------------------- | --------------------------- | --------------------------- |
| 1857                        | 1869                        | 1880                        | 1890                        | 1900                        | 1910                        | 1921                        | 1931                        | 1948                        | 1953                        | 1961                        | 1971                        | 1981                        | 1991                        | 2001                        | 2011                        |
| 785                         | 905                         | 973                         | 1.128                       | 1.382                       | 1.487                       | 1.500                       | 1.356                       | 1.065                       | 1.186                       | 1.079                       | 1.090                       | 933                         | 694                         | 566                         | 372                         |

### Попис1991.
На попису становништва 1991. године, насељено место Грабовац је имало 694 становника, следећег националног састава:
| Попис 1991.‍  | Попис 1991.‍  | Попис 1991.‍ | Попис 1991.‍ | Попис 1991.‍ |
| ------------ | ------------ | ----------- | ----------- | ----------- |
|              |              |             |             |             |
| Хрвати       | Хрвати       |             | 686         | 98,84%      |
| Срби         | Срби         |             | 1           | 0,14%       |
| Украјинци    | Украјинци    |             | 1           | 0,14%       |
| остали       | остали       |             | 1           | 0,14%       |
| неопредељени | неопредељени |             | 1           | 0,14%       |
| непознато    | непознато    |             | 4           | 0,57%       |
| укупно: 694  |              |             |             |             |